# 양양 오색리 삼층석탑
양양 오색리 삼층석탑(襄陽 五色里 三層石塔)은 대한민국 강원특별자치도 양양군 서면 오색리에 있는, 통일신라 시대의 삼층석탑이다. 1968년 12월 19일 대한민국의 보물 제497호로 지정되었다.

## 개요
강원도 양양의 오색약수터에서 약 2km정도 떨어져 있는 곳에 위치한 전형적인 통일신라시대의 석탑이다. 이곳은 성국사(城國寺)터라 전해지는데 근거는 확실하지 않다. 3층석탑 외에 또다른 부재들이 흩어져 있는 것으로 보아 그리 넓지 않은 사찰이었다고 추정된다.
탑은 2단의 기단(基壇) 위에 3층의 탑신(塔身)을 두고 있는 형태이다. 기단에는 기둥 모양(우주)을 새겼으며, 위층 기단의 맨윗돌에는 네 모서리에 빗물이 흐르는 홈을 표시하였다. 탑신은 몸돌과 지붕돌이 각각 한 돌로 구성되었으며, 각 층의 몸돌에는 모서리마다 기둥 모양을 조각하였는데, 1층 몸돌에는 사리를 두던 네모진 공간이 있다. 지붕돌은 윗부분에서 경사를 이루다가 네 귀퉁이에서 약간씩 들려 있어 탑 전체에 경쾌한 느낌을 더해준다.
완전히 쓰러져 있던 것을 1971년에 복원한 탑으로, 정연하게 구성된 2단의 기단과 지붕돌의 얇은 낙수면 등에서 통일신라시대 석탑의 특징을 잘 보여주고 있다.

## 현지 안내문

### 한글 설명
양양 오색리 삼층석탑
襄陽 五色里 三層石塔
보물 제497호
양양 오색리 삼층석탑은 오색석사 터로 추정되는 곳에 위치한 석탑으로 높이는 약 5m이고 화강암으로 만들어졌다. 원래 완전히 무너졌던 것을 1971년에 복원하였는데, 규모가 크지는 않으나 다듬은 모양이 우수하고 전체적으로 균형이 잡혀 있으며 모양이 단정하고 우아하다.
이 탑은 바닥돌 다섯 장 위에 쌓았는데, 신라 시대의 석탑 양식에 따라 기단(基壇) 두 단을 만들고 그 위에 3층의 탑신(塔身)을 두었으며 탑 꼭대기에 머리 장식부를 두었다. 기단에는 기둥 모양을 새겼으며, 위층 기단의 맨 윗돌에는 네 모서리에 빗물이 흐르는 홈을 표시하였다. 탑신은 몸돌과 지붕돌이 각각 돌 하나로 만들어졌으며, 각 층의 몸돌에는 모서리마다 기둥 모양을 조각하였다. 지붕돌은 윗부분에서 경사를 이루다가 네 귀퉁이에서 약간씩 들려 있다.

### 영문 설명
Three-story Stone Pagoda in Osaek-ri, Yangyang
Treasure No. 497
A pagoda is a symbolic monument enshrining the relics or remains of the Buddha. In many cases, a pagoda does not contain the actual remains, but is still regarded as a sacred place enshrining the Buddha.
This three-story stone pagoda is presumed to have been made in the Unified Silla period (668-935). It was found collapsed and was reassembled in 1971.
It is composed of a two-tiered base, three sets of body and roof stones, and a decorative top. The corners of the base and body stones are carved to look like pillars, and the roof stones are propped up with four-tiered supports.
It measures about 5 m in height.

## 같이 보기
- 양양 오색리 오색약수 - 천연기념물 제529호

## 사진

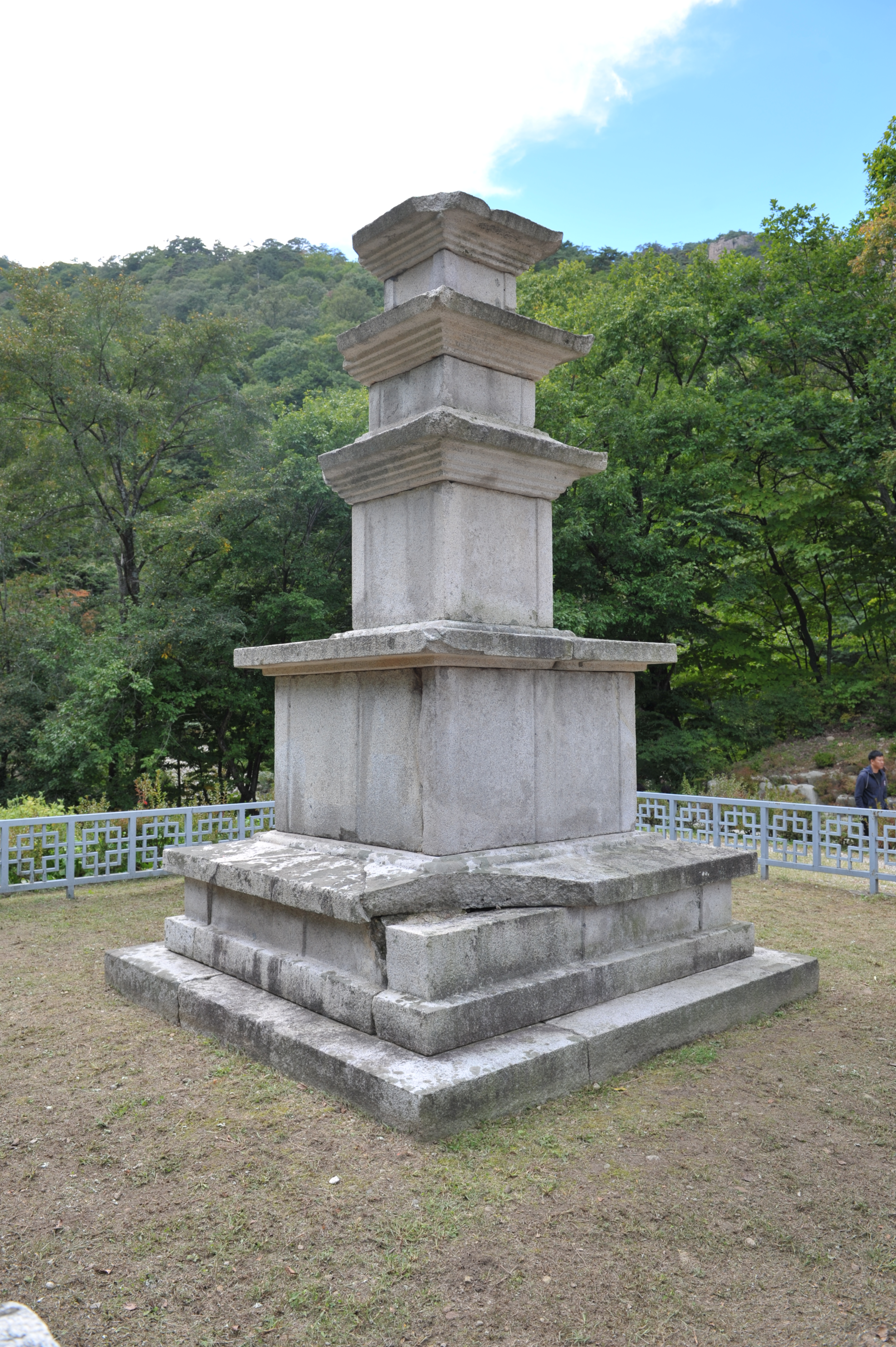

## 참고 자료
- 양양 오색리 삼층석탑 - 국가유산청 국가유산포털